# Campo de aviación de Vilafamés

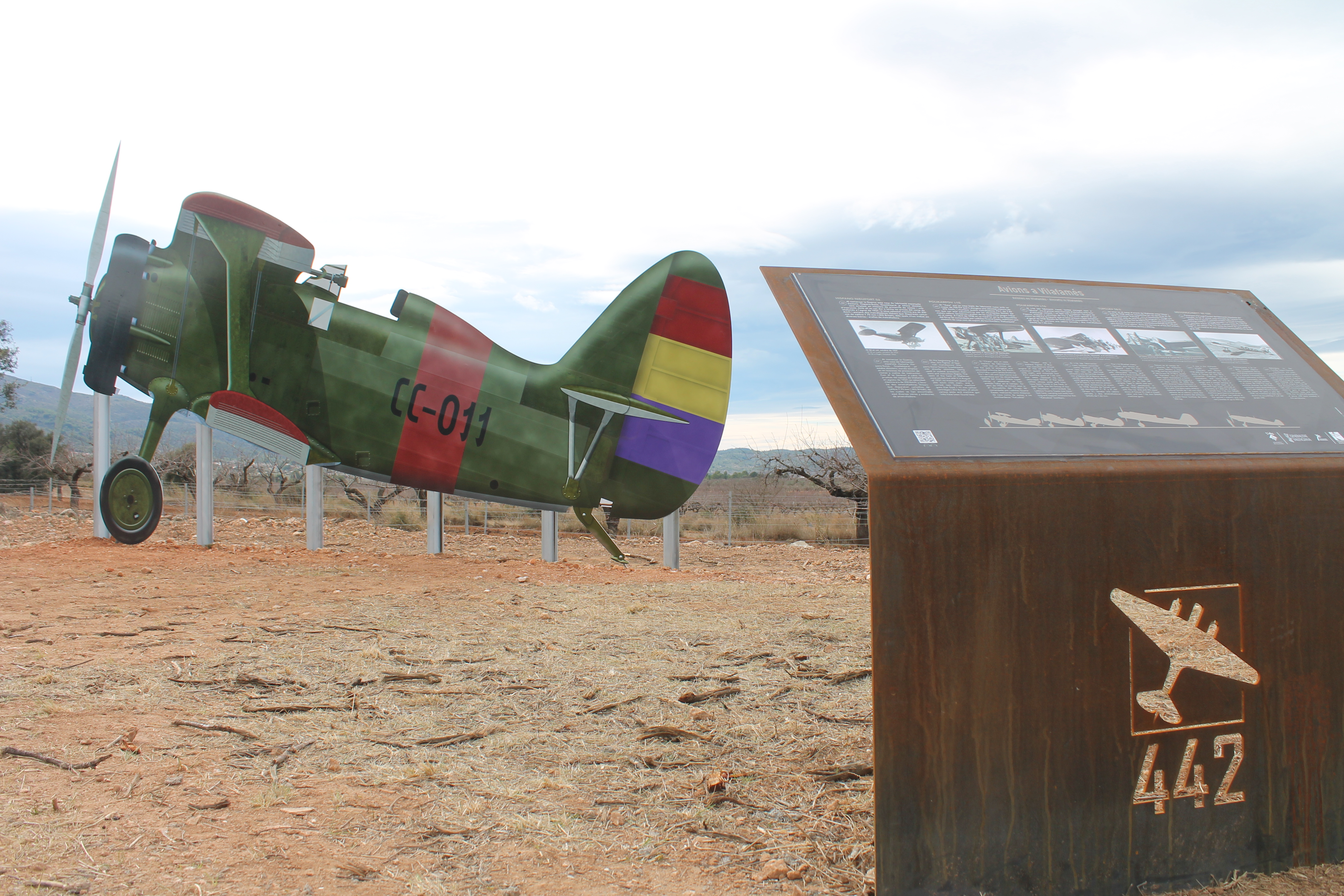
Perfil de un Polikarpov I-15 "Chato" a escala real, colocado como parte de la musealización del campo de aviación de Vilafamés.

El campo de aviación de Vilafamés o aeródromo de Vilafamés fue uno de los diversos campos para la aviación construidos por el gobierno de la Segunda República Española durante la Guerra Civil. Sus restos conservados, convertidos en un museo al aire libre, se hallan en el municipio de Vilafamés, en la comarca de la Plana Alta, Castellón, Comunidad Valenciana.

## Localización
Se hallaba en la zona noreste del municipio, en terrenos agrícolas de la partida rural de Els Ciscars, situado junto a la antigua carretera a la Vall d’Alba en una zona de terreno llano arcilloso conocida como el Pla de Vilafamés y situada entre cadenas montañosas que lo resguardaban de los vientos dominantes y lo ocultaban de los posibles reconocimientos aéreos enemigos a baja altura.
Sus límites este y oeste eran los propios caminos existentes en la zona, mientras que los límites norte y sur los marcaban los barrancos de Cabanes y de la Pobla respectivamente.

## Historia

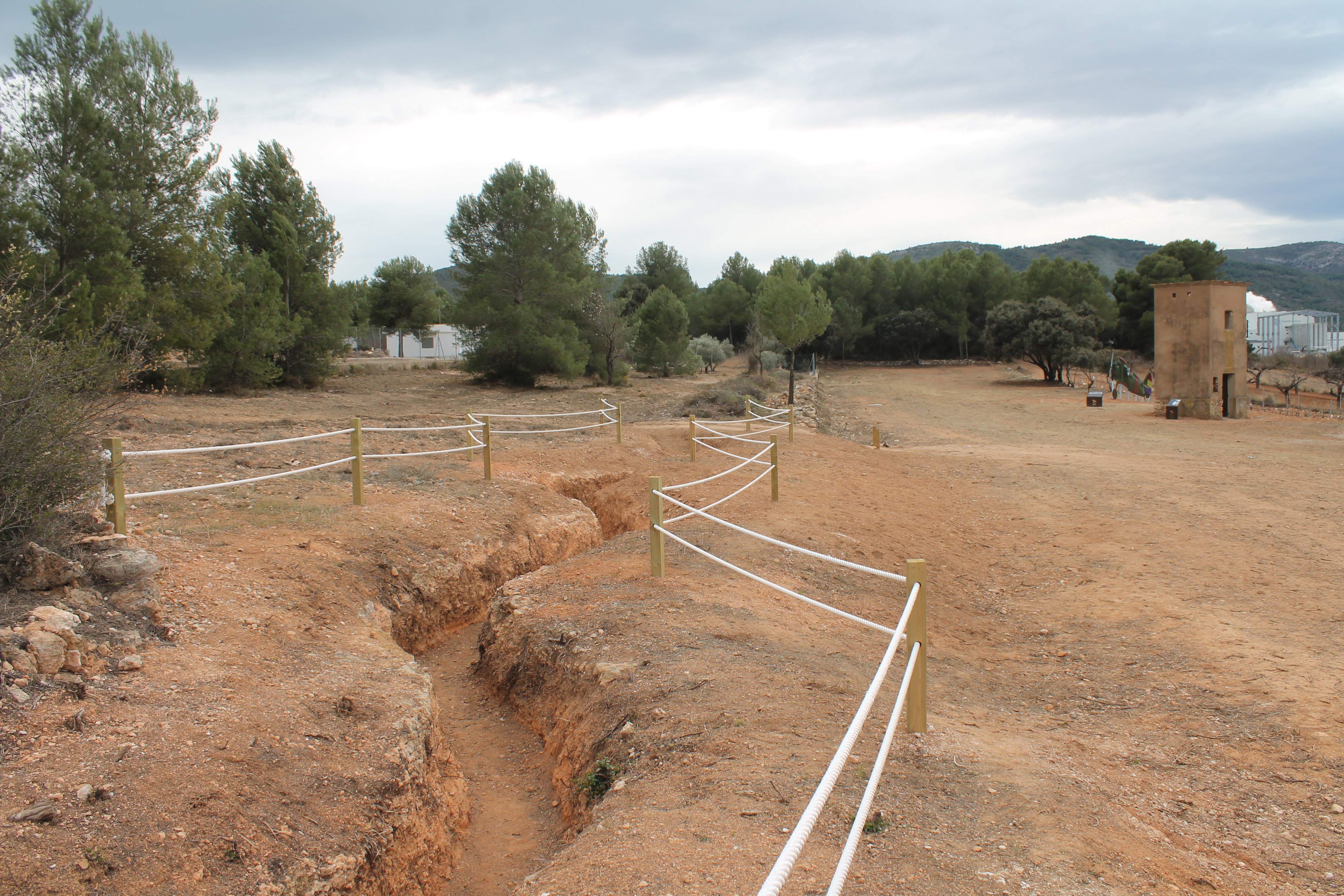
Aspecto general de la zona musealizada del aeródromo de Vilafamés.

El aeródromo se debió construir en la primavera de 1937, posiblemente entre junio y julio, y para su edificación se empleó a población civil, fundamentalmente vecinos de la población o cercanías y refugiados procedentes del frente.
Su primer vuelo de pruebas se realizó el 1 de agosto de 1937.
Formó parte de los aeródromos asignados a la 4.ª Región Aérea, y dentro de ésta, al 3.er Sector Aéreo, aunque posteriormente pasó al 4.º Sector, permaneciendo en poder gubernamental desde sus inicios hasta el día 12 de junio de 1938, cuando las tropas franquistas de la IV División de Navarra, que avanzaban en dirección norte-sur hacia la Sierra de Espadán, llegaron a la población de Vilafamés. A partir del día 14 de junio, las instalaciones del campo de aviación fueron asignadas a la Legión Cóndor, que se basó en ellas hasta julio de 1938; con el comienzo de la Batalla del Ebro (25 de julio) y la movilización de efectivos a este frente, el aeródromo de Vilafamés fue abandonado definitivamente.

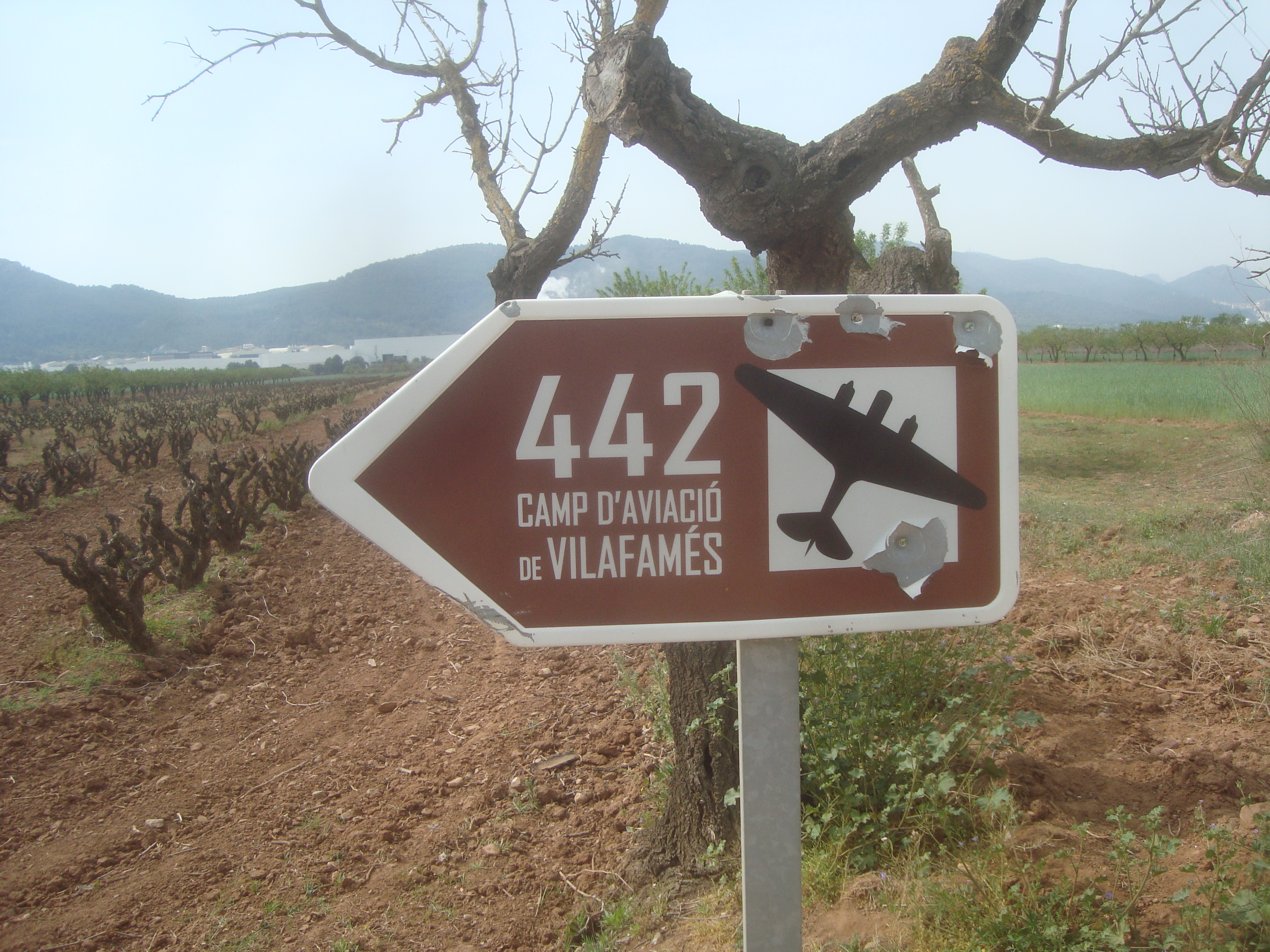
Campo de aviación de Vilafamés del año 1938.

En 1940, acabada ya la guerra, los terrenos en los que se hallaba el campo fueron devueltos a sus antiguos dueños. Al ponerse de nuevo en cultivo, los vestigios y límites del campo se fueron perdiendo progresivamente hasta la actualidad.

## Unidades basadas en el aeródromo
En agosto de 1937, el campo albergaba un aparato Nieuport-Delage NiD 52.
A principios de enero de 1938, para dar apoyo aéreo al frente de Teruel, llegaron al campo las Escuadrillas 1.ª, 2.ª y 4.ª de cazas Polikarpov I-16 “Moscas” comandadas por Eduardo Claudín, Pleschenkov y Manuel Zarauza-
En febrero y marzo de dicho año estuvieron basados los miembros de la 3.ª Escuadrilla del grupo 24 de bombarderos Tupolev SB-2 “Katiuskas” cuyo jefe era Armando Gracia.
A mediados de abril fue emplazada en el aeródromo la 4.ª Escuadrilla del Grupo 26 de cazas Polikarpov I-15 “Chatos” bajo el mando de Ladislao Duarte.
Por último, ya en manos franquistas, en junio y julio de 1938 se basaron en Vilafamés los miembros de las Escuadrillas 1.ª y 2.ª del grupo J/88 de la Legión Cóndor, con cazas Messerschmitt BF 109.

## Organización del Campo

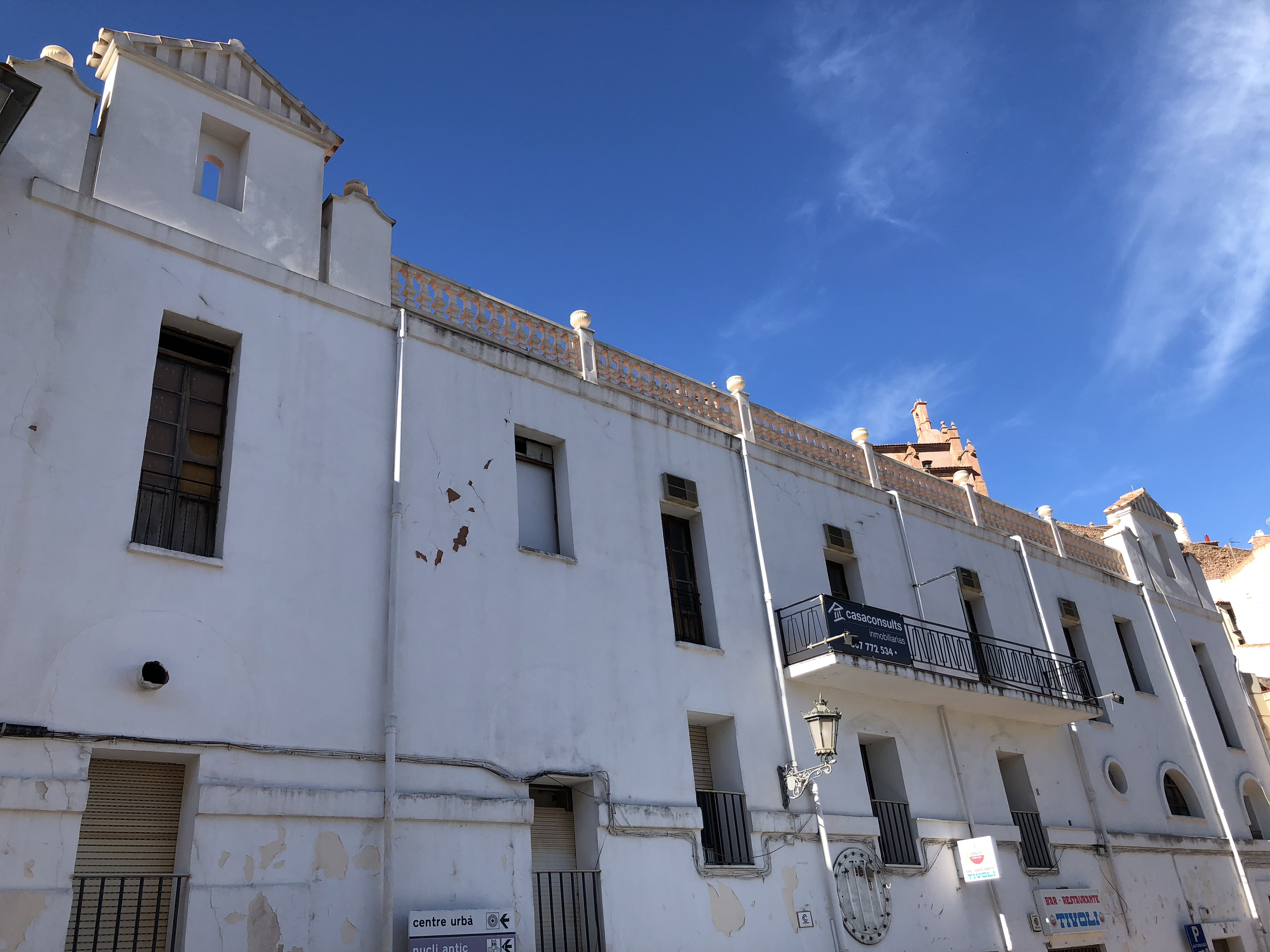
El Centro Radical Republicano (actualmente el Tívoli, en Vilafamés), fue utilizado como extensión del campo de aviación para albergar a la tropa. Tenía capacidad para 80 camas.

El aeródromo tenía una pista de aterrizaje y despegue formada por dos brazos de 1.200 y 1.050 metros de longitud, y 200 metros de anchura cada uno. Junto a las pistas se hallaba una pequeña colina sobre la que se construyó la torre de transformación eléctrica, el refugio antiaéreo del Estado Mayor, y junto a ellos se instalaron hasta 16 barracones entre los que se hallaban las cocinas, baños o casetas para descanso.
También se utilizaron las masías cercanas al campo para albergar a los oficiales del campo y dos edificios en Vilafamés para alojamiento de la tropa y pilotos.

## 442. Campo de Aviación de Vilafamés (museo)

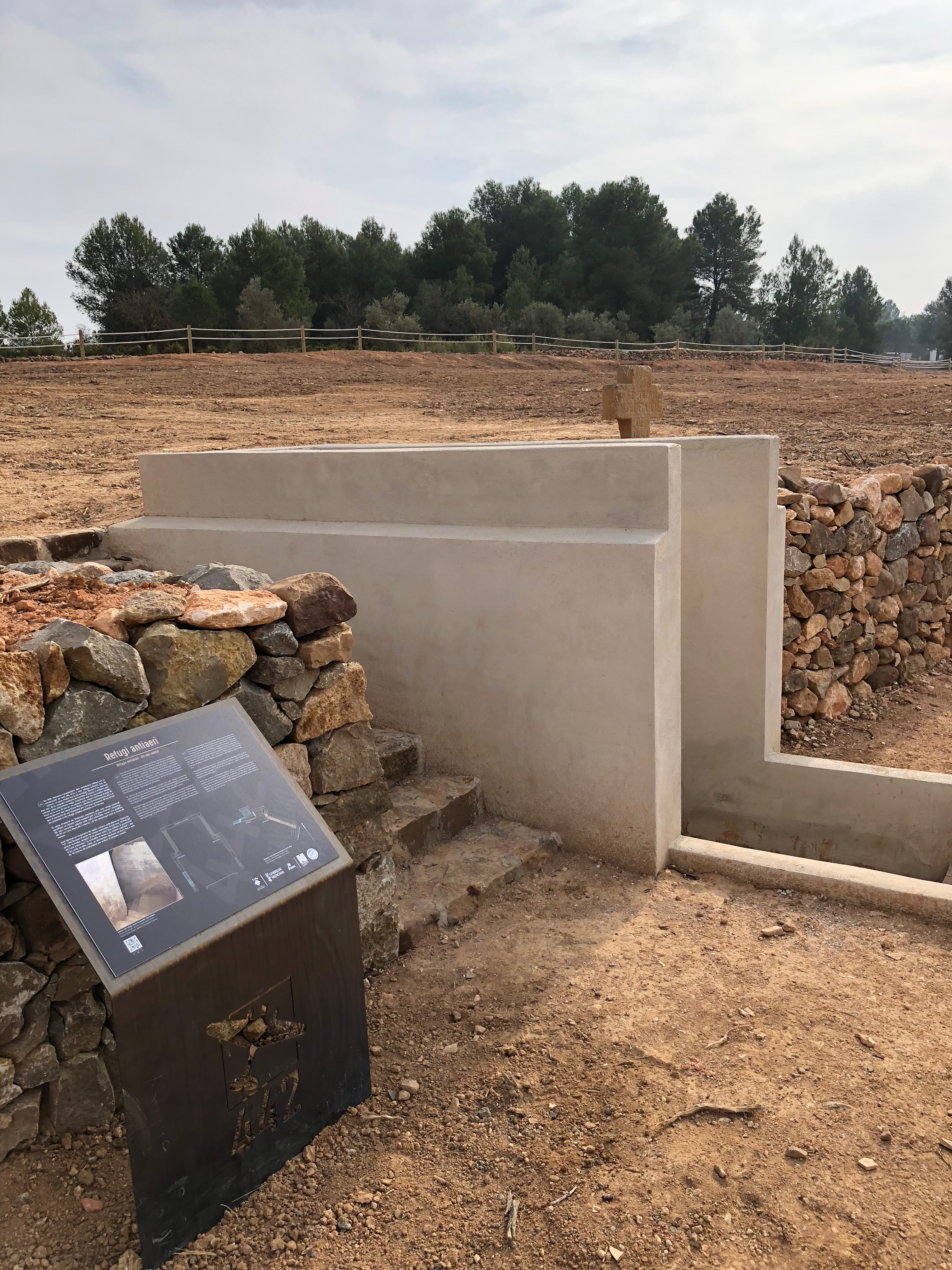
Aspecto de una de las bocas reconstruidas del refugio antiaéreo del Estado Mayor del campo.

Entre 2017 y principios de 2018 el ayuntamiento de la localidad promovió un proyecto de puesta en valor de los vestigios aún conservados del aeródromo. Dicha iniciativa, que ha contado con el trabajo de arqueólogos y especialistas en historia militar, ha dado como resultado la creación de un gran espacio al aire libre concebido como un museo, en el cual se puede comprender mejor el desarrollo de la guerra aérea en Levante y la historia de la aviación española, visitando los propios restos del campo. Entre los restos conservados se encuentran varias zonas de trincheras transitables, un barracón de cocinas, la torre de telecomunicaciones, el refugio antiaéreo del Estado Mayor, un refugio elemental, un polvorín, etc. A estos se le suman los perfiles a tamaño real de un piloto de la Legión Cóndor y un Polikarpov I-15 o una placa de homenaje, entre otros.
Todo el conjunto cuenta con paneles de información en varios idiomas, zona de aparcamiento y pícnic.

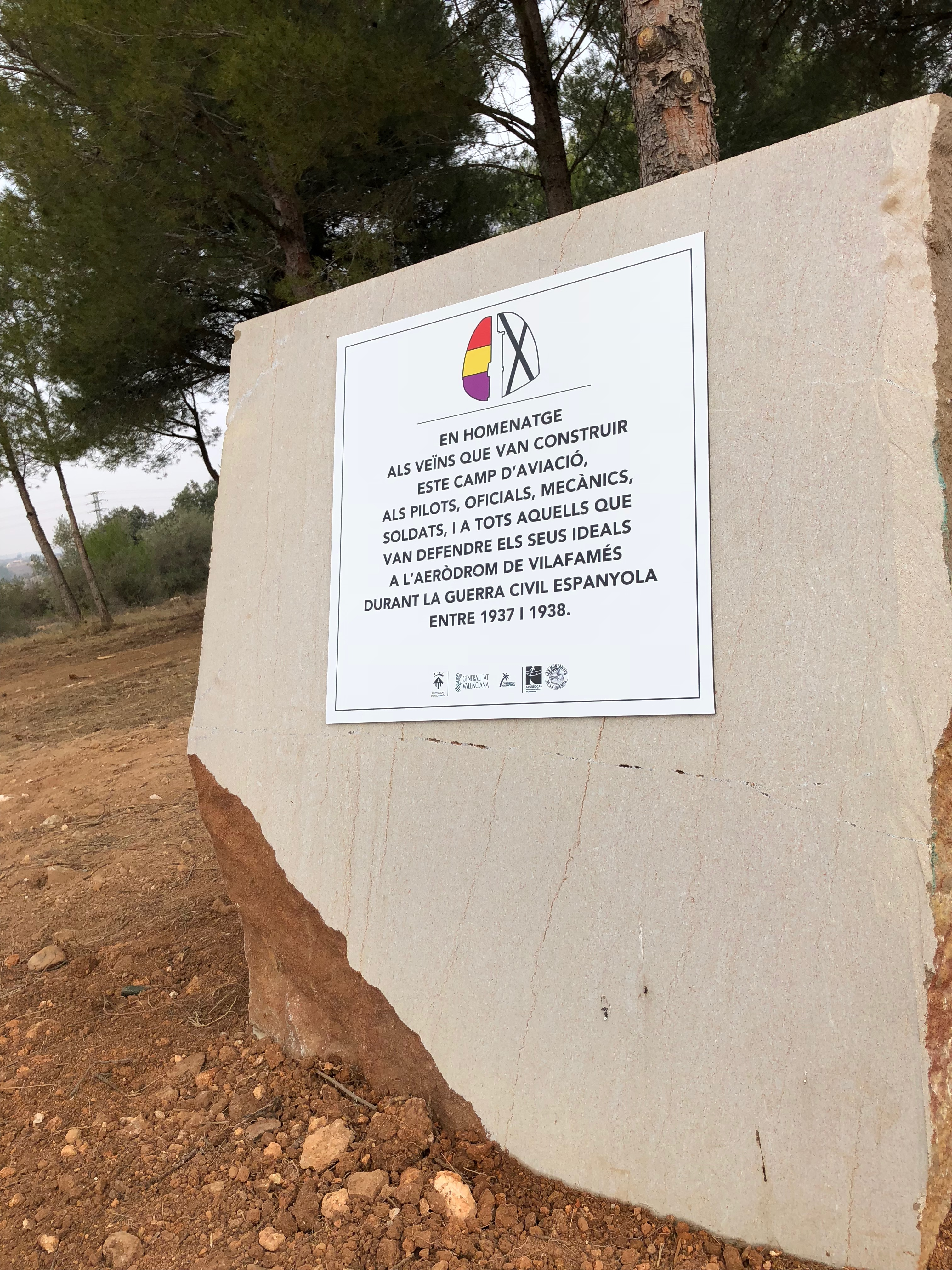
Piedra de homenaje a los vecinos que construyeron el aeródromo y a aquellos que sirvieron en él.